# Oreonectes
Oreonectes es un género de peces de la familia Balitoridae en el orden de los Cypriniformes.

## Especies
Las especies de este género son:
- Oreonectes acridorsalis Lan, 2013[2]
- Oreonectes andongensis X.-M. Luo, Yang, Du & F.-G. Luo, 2024[3]
- Oreonectes anophthalmus Zheng, 1981
- Oreonectes barbatus Gan, 2013[2]
- Oreonectes donglanensis Wu, 2013[2]
- Oreonectes duanensis Lan, 2013[2]
- Oreonectes elongatus Tang, Zhao y Zhang, 2012[4]
- Oreonectes furcocaudalis Zhu y Cao, 1987
- Oreonectes guananensis Yang et al., 2011[5]
- Oreonectes luochengensis Yang et al., 2011
- Oreonectes macrolepis Huang et al., 2009
- Oreonectes microphthalmus Du, Chen y Yang, 2008
- Oreonectes platycephalus Günther, 1868
- Oreonectes polystigmus Du, Chen y Yang, 2008
- Oreonectes retrodorsalis Lan, Yang y Chen, 1995
- Oreonectes translucens Zhang, Zhao y Zhang, 2006